# Accioly Filho
Francisco Accioly Rodrigues da Costa Filho (Paranaguá, 5 de março de 1920 – Curitiba, 13 de novembro de 1979) foi um advogado, jornalista, professor e político brasileiro, eleito senador pelo Paraná.

## Dados biográficos
Filho de Francisco Accioly Rodrigues da Costa e Teresa Sílvia Rodrigues da Costa. Advogado formado pela Universidade Federal do Paraná, foi professor da referida instituição e dirigiu em Curitiba o jornal O Dia. Diretor da Penitenciária Central do Estado do Paraná nos anos finais do governo Manoel Ribas, elegeu-se deputado estadual via PSD em 1947, 1950 e 1954 chegando a ser presidente do legislativo. Eleito deputado federal em 1958, 1962 e 1966, integrou o PDC durante um curto período por divergir do governador Moisés Lupion.
Eleito senador em 1970, indispôs-se com a ARENA e não obteve legenda para disputar a reeleição em virtude de atitudes como a relatoria do projeto de reforma do Poder Judiciário cuja rejeição foi o pretexto para que o Governo Geisel decretasse o Pacote de Abril, ou o projeto que extinguia a figura do senador biônico.
Entre seus trabalhos parlamentares foi relator da Constituição estadual de 1947, um dos autores da lei que implantou o divórcio no Brasil, além de relator-geral da lei do Código do Processo Civil de 1973. Foi vice-presidente da Câmara dos Deputados e no exercício desse cargo empossou o presidente Emílio Garrastazu Médici em 1969, chegando depois à vice-presidência do Senado Federal. Como delegado do Brasil, esteve na Assembleia Geral Ordinária da Organização das Nações Unidas em 1967 e 1974, além da Conferência de Estocolmo em 1972, entre outras tarefas e cargos internacionais que representou a nação brasileira.

## Outras atividades
Entre 1933 e 1937, colaborou para o jornal Gazeta do Povo e para a Revista Fon-Fon e escreveu para os periódicos A Ideia e O Dia entre 1938 e 1943, além de ter fundado a Faculdade de Direito de Curitiba, sendo um dos fundadores da instituição, precursora da Universidade Federal do Paraná. No governo paranaense foi chefe de gabinete da Secretaria de Viação e Obras Públicas, delegado auxiliar da Polícia Civil e chefe de gabinete da Secretaria do Interior e Justiça e Segurança Pública.
É o patrono da cadeira n° 12 da Academia Paranaense de Letras Judiciárias e faleceu no dia da sua posse no Instituto dos Advogados do Paraná (IAP), após sentir-se mal ao discursar no evento. Horas depois, foi constatado seu óbito em função de um colapso cardíaco.

## Condecorações e homenagens
- - Melhor Deputado Federal do ano de 1970;
- - Grande Oficial da Ordem de Rio Branco, em 1972;
- - Grande Oficial da Ordem do Congresso Nacional (1975/76);
- - Grande Oficial da Ordem do Mérito Judiciário do Trabalho, em 1977;
- - Político do ano de 1978 (pelo jornal Diário Popular);
- - Medalha José Bonifácio, em 1978.